# Shruti
Shruti (sanskrit śruti, "vad som berättats") är en kategori heliga skrifter inom hinduismen. Shruti är hinduismens äldsta och mest heliga texter och brukar uppfattas som gudomligt uppenbarade, emottagna och förmedlade av visa män, rishis. 
Vedatexterna och brahmanatexterna anses vara shruti, och som de mest ursprungliga. Även Upanishaderna anses vara shruti, dock vid senare dato än vedatexterna och brahmanatexterna. Aranyakas och Brahmana kan också betraktas som shruti.
I sina äldsta former tros shruti ha existerat redan omkring 1500 f.Kr. alternativ, enligt andra forskare, mellan 1200 f.Kr. och 800 f.Kr.
De heliga skrifter som av hinduerna inte anses som shruti betecknas istället som smriti. 

## Texter
Veda är uppdelad i fyra delar:
- Rigveda
- Yajurveda
- Samaveda
- Atharvaveda

Dessutom:
- Brahmana
- Aranyakas
- Upanishaderna